# Sinagoga Mayor de Tiflis
La Sinagoga Mayor de Tiflis (en georgiano: თბილისის დიდი სინაგოგა) es una sinagogas en Tiflis, Georgia.Esta sinagoga es la más grande de todo el país y también se conoce como la sinagoga sefardí o la sinagoga de los judíos de Ajaltsije.

## Historia
El edificio fue construida desde 1895 hasta 1903 en un estilo ecléctico por judíos georgianos de Ajaltsije que emigraron a Tiflis a finales del siglo XIX, por lo que la sinagoga también es llamada "sinagoga del pueblo de Ajaltsije". Hasta principios de los años veinte del siglo XX, había dos sinagogas más en Tbilisi: en la calle Anton Catholicos, 3 y en la calle Gia Abesadze, 10. Después de 1923, ambas fueron cerradas por las autoridades bolcheviques.
Desde 1932 se encuentra en él el Museo Histórico-Etnográfico de los Judíos de Georgia.

## Arquitectura
La sinagoga de estilo ecléctico mide unos 25 metros de largo y 15 metros de ancho. Está coronado por una cúpula. El edificio fue renovado en la década de 2000 con la ayuda del World Monuments Fund.
Las paredes y el techo del gran salón fueron pintados en la década de 1940 con motivos geométricos, versículos de la Biblia y oraciones. Las paredes de la sala de oración más pequeña están decoradas con diseños similares pero más modestos.

## Galería

Fachada de la sinagoga
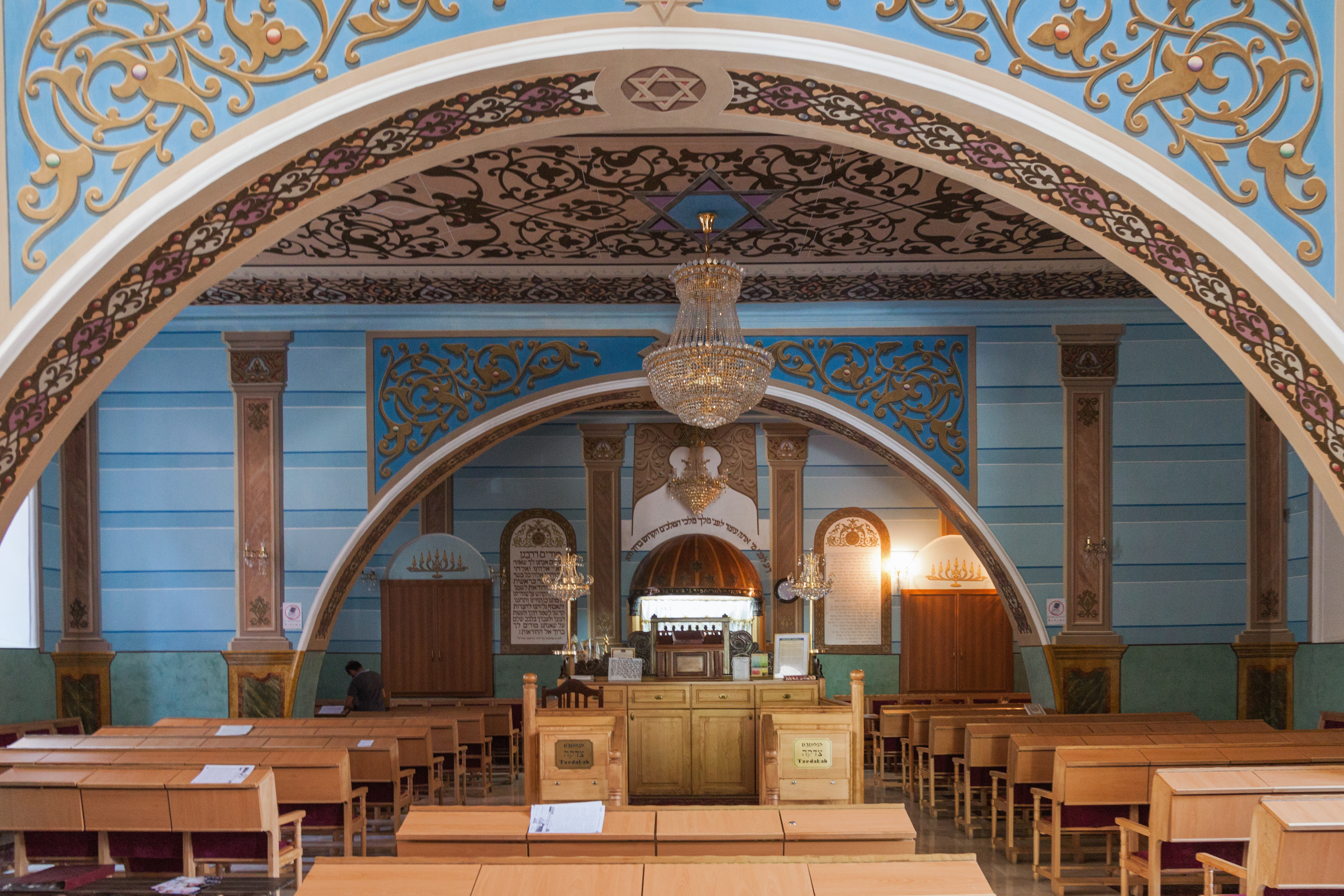
Decoración interior de la sinagoga
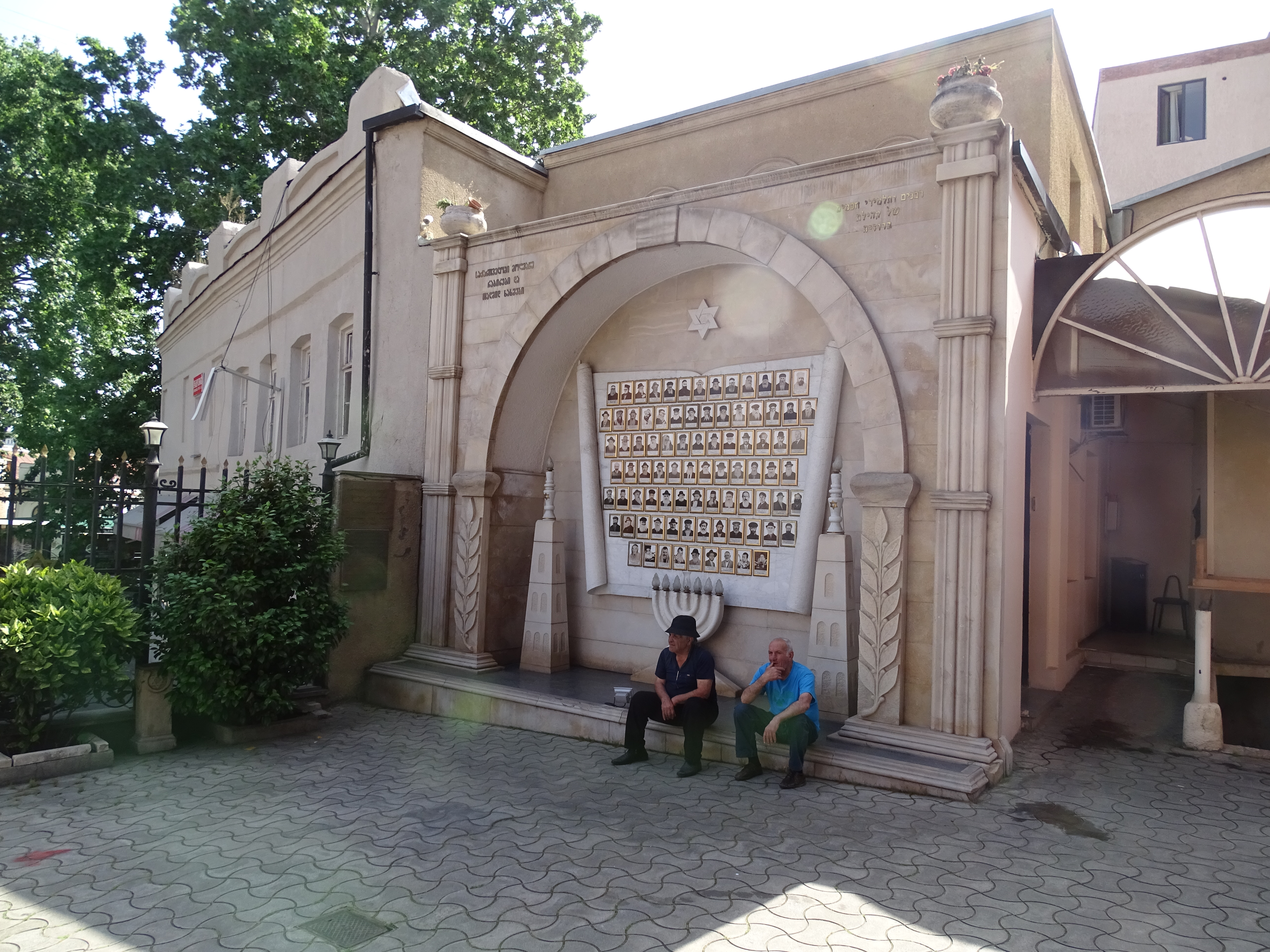
Monumento a la entrada de la sinagoga